# Aguada Fénix

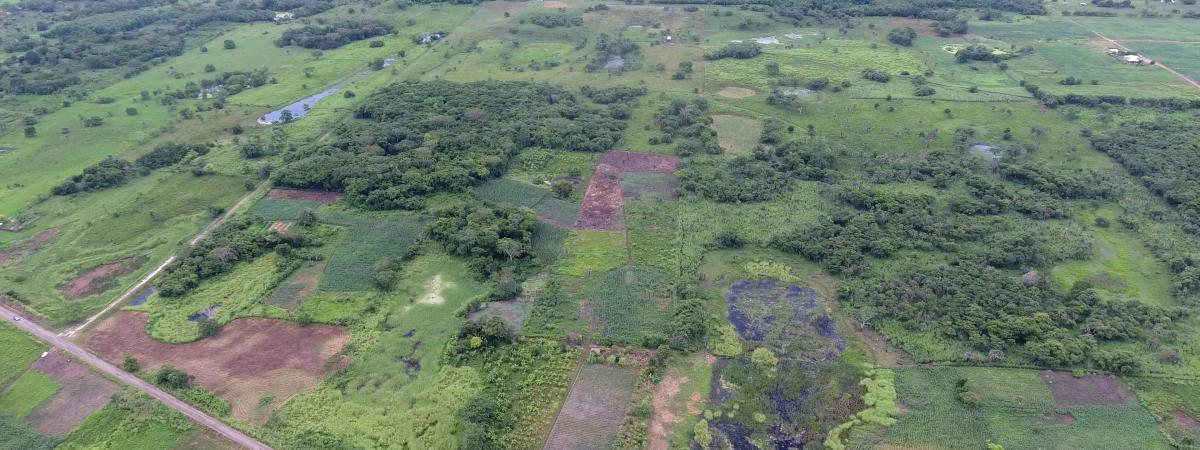
Widok z lotu ptaka na Aquada Fénix

Aguada Fénix – stanowisko archeologiczne cywilizacji Majów w Meksyku, w stanie Tabasco. Odkryte w 2019 roku przez zespół archeologów Uniwersytetu Arizony w Tucson, prowadzony przez archeologa Takeshi'ego Inomata z użyciem lotniczego skaningu laserowego a ogłoszone w 2020 roku.

## Stanowisko archeologiczne
Główny zidentyfikowany obiekt w Aguada Fenix to platforma o długości 1 400 metrów i wysokości od 10 do 15 metrów wzniesiona z gliny i ziemi. Od świątyni rozchodzi się dziewięć dróg. Budowa platformy trwała około 200 lat, rozpoczęła się około 1000 r. p.n.e. a aktywność budowlana ustała po 800 r. p.n.e. Około 700 roku p.n.e. osada została opuszczona, chociaż niewielkie grupy ludności powróciły tam w późnym okresie preklasycznym i w późnym okresie klasycznym cywilizacji Majów.